# Нелсон Вейлс
Нелсон Вейлс (англ. Nelson Vails, 13 жовтня 1960) — американський велогонщик.
Срібний призер Олімпійських Ігор 1984 року в індивідуальному спринті.
Переможець Панамериканських ігор 1983 року в індивідуальному спринті.